# Rupert Ahrens
Rupert Ahrens (* 11. März 1957 in Frankfurt am Main) war von 1998 bis 2004 der Präsident der Gesellschaft Public Relations Agenturen (GPRA), des Verbands der führenden PR-Agenturen in Deutschland.

## Karriere
Als AStA-Vorsitzender der Universität Frankfurt am Main organisierte er 1982 einen Flashmob gegen den Auftritt des deutschen Bundespolitikers Alfred Dregger im Hörsaal VI der Universität mit. In der U-Bahn-Station „Bockenheimer Warte“ nahe der Universität sind großformatige Fotos dieses Ereignisses, die von Barbara Klemm stammen, öffentlich zugänglich.
Er war unter anderem Geschäftsführer der Agentur Leipziger & Partner und der Agentur für Dialogkommunikation. Heute ist er geschäftsführender Gesellschafter der A&B ONE Kommunikationsagentur GmbH und weiterer Unternehmen.

## Veröffentlichungen
- Rupert Ahrens: Politik ist nicht Persil. In: Axel Balzer, Marvin Geilich, Shamim Rafat (Hg.): Politik als Marke - Politikvermittlung zwischen Kommunikation und Inszenierung. Münster 2005, S. 113–120.
- Rupert Ahrens, Eberhard Knödler-Bunte (Hrsg.): Public Relations in der öffentlichen Diskussion: Die Affärer Hunzinger – ein PR-Missverständnis. Berlin 2003.